# 示現流

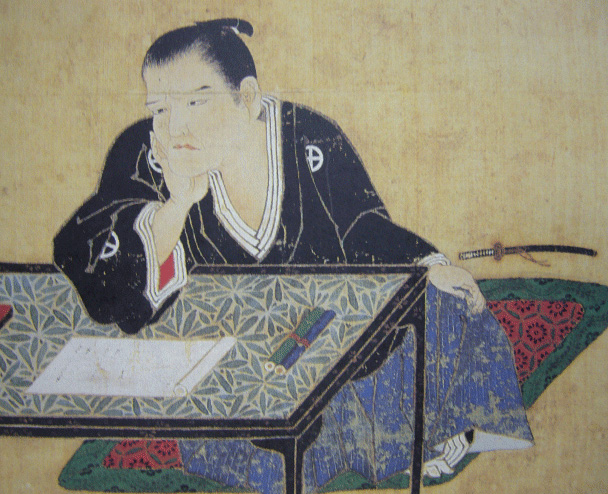
島津斉興

示現流（じげんりゅう）とは、薩摩藩を中心に伝わった古流剣術。流祖は東郷重位。現在の宗家は13代東郷重賢。

## 歴史
流祖の東郷重位は、元々はタイ捨流を学んでいたが、京都で善吉和尚より天真正自顕流を相伝し、両流派の利点を創意工夫した上で新流派を立てた。「示現流」という流派名は南浦文之による命名である。技術・系譜的には天真正自顕流の流れにあり、型ではタイ捨流を仮想敵としている。また、太刀流の伝承では、重位が近江浪人・田中雲右衛門より田中家伝来の早太刀の技を学んで技に加えたとされる。
重位は御前試合でタイ捨流の師範を破り島津家久の師範役となった。
2代目は重方が継ぎ、3代目重利までは藩内に多くの門弟を抱えていた。4代目実満（重治）は父の重利が中風をわずらったために直接には一子相伝を受けられず、高弟の伊集院久明（小示現流）を通じて相伝した。このためか実満は技量が十分ではなく、困窮して城下を離れて伊集院郷に逼塞したうえ、屋敷が火事になって伝来の文物を多く失ってしまう。また、この当時は示現流系でも東郷家から独立していた太刀流や古示現流（帆足流）が盛んとなっていた。こうした状況を憂えた示現流門弟たちは、実満を城下に呼び戻し、藩主への上覧も行って東郷家の示現流を再興した。
実満の嫡子位照は技量に優れていたが、継母との不仲により（事実は家督争いという）脱藩を企てたために廃嫡され、奄美大島への遠島になった。示現流は代わって位照の子である東郷実昉（さねはる）が継ぐことになったものの、若年でかつ母方で生活していたこともあり、まともに相伝を受けていなかったため、薬丸兼慶（東郷重位の高弟だった薬丸兼陳の養孫）が事実上の師範役となった。実昉の成長をもって兼慶は師範役を降りたが、示現流門弟には実力があり、本来宗家となるべきだった位照を支持する一派もあったようである。位照は貧窮のあまり町人に技を教えたり、実力者ですでに東郷家からは教授を受けていなかった薬丸兼富（兼慶の曾孫）や久保之英（「示現流聞書喫緊録」の著者）に無理矢理免状を発給するなどしていた。後に、薬丸兼武（兼富の養子、久保之英の実子）は示現流あるいは如水伝を称して独立する（薬丸自顕流）。
このように江戸中期には衰退・混乱があったが、実昉は安永2年に稽古所（のち演武館）の師範となり、また実昉の子、6代目実乙は流祖重位以来と言われるほどの達人で、示現流中興の祖となった。
その後、幕末・明治維新・太平洋戦争で門弟の多くを失ったものの、現在も東郷家の手により鹿児島に伝承されている。また、明治時代に警視庁で制定された警視流木太刀形に、示現流の技「一二の太刀」が採用されており、現在も警視庁で伝承されている。

### 薩摩藩外への伝播
示現流は薩摩藩内では江戸後期に島津斉興より御流儀と称され、分家の佐土原藩を除き、藩外の者に伝授することを厳しく禁じられている御留流であった。近隣諸藩にも示現流を称する流派が存在するが、それらが単なる借名か、それとも藩を致仕した元門人による伝授など示現流と関連があったのかどうかは、熊本藩に伝わっていた寺見流以外は多くが失伝しているために不明である。興味深いのは「示現流」の源流の1つである天真正自顕流発祥の地である関東の笠間藩に「回帰」した流れから、佐土原藩経由で延岡藩に伝わり、延岡藩主だった牧野貞通が常陸の笠間に転封になったことから、笠間まで伝わったようである。

#### 関東に伝わった系統
牧野家の笠間への移封によって伝わった示現流は、唯心一刀流と並んで笠間藩の剣術の二大流派であった。この系統の示現流は周囲の藩にも伝わり、現在の土浦市、石岡市、宇都宮市、鹿嶋市、久慈郡等に伝わった。この系統の示現流は「笠間示現流」とも呼ばれる。現在でも笠間には示現流の形が伝わっている。笠間で現在伝わっている示現流では立木打ちは行われていないが、土浦市真鍋地区では昭和中ごろまで立木打ちが行われていた記録がある。

#### 琉球での伝承
薩摩藩の支配下にあった琉球王国にも示現流は伝わり、同じ琉球士族の衡氏久場知途から示現流を学んだ阿嘉直識のように、18世紀には薩摩藩士を介さず琉球士族から示現流を学ぶ者もあり、琉球士族の間で示現流剣術は普及していた。また、松村宗棍のように薩摩に渡って学ぶ者もいた。このことから、琉球の徒手武術である唐手の技法や思想に影響を与えたという説もある。

## 特徴

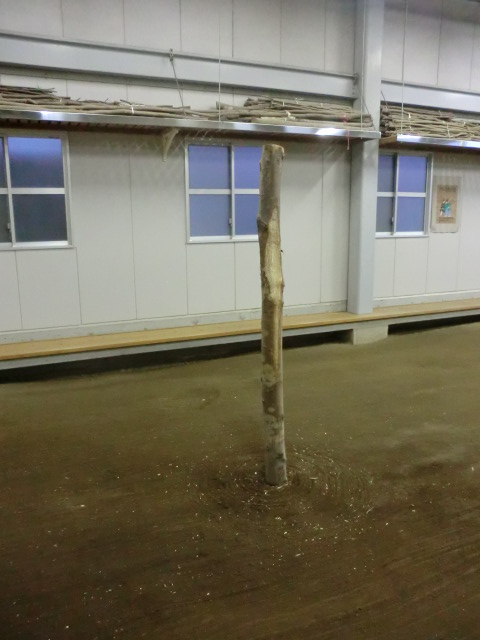
示現流の稽古で用いる立木

『一の太刀を疑わず』または『二の太刀要らず』と云われ、髪の毛一本でも早く打ち下ろせ（『雲耀』うんよう）と教えられる。初太刀から勝負の全てを掛けて斬りつける『先手必勝』の鋭い斬撃が特徴である。但し一般のイメージとは異なり、初太刀からの連続技も伝えられており、初太刀を外された場合に対応する技法も伝授されている。
稽古には柞（ゆす）の木の枝を適当な長さに切り、時間をかけて充分乾燥させた物を木刀として用い、『蜻蛉（とんぼ）』と呼ばれる構えから、立木に向かって気合と共に左右激しく斬撃する『立木打ち（たてぎうち）』など、実戦を主眼に置いた稽古をひたすら反復する事に特徴がある。達人ともなれば、立木に打ち下ろすとき煙が出る。
掛け声は「エイ」であるが、あまりに激しいため「キィエーイ」という叫び声にも似たものとなる。この掛け声は分派である薬丸自顕流にも受け継がれている。しかしこの各派共通の反復練習と猿叫は意味を知らぬ者に否定的に見られることもあり、幕末期の薩摩藩主・島津斉彬が薬丸自顕流の稽古を見た際に、「気違い剣術だ」と蔑んだと云われている。掛け声が「チェスト」とされることもあるが、これは剣豪小説で広まった創作である。ただし、全くの創作とは言えず、十二代宗家師範である東郷重徳によれば、「チェスト」は猿叫の時に使われるものであり、示現流由来ではなく薩摩方言のようなものと述べている。
何時如何なる場面においても戦える「生活に根付いた実戦性」を追求しており、他流では流派規定の道着を着用しての稽古を求められるのが一般的であるが、示現流では何時でも敵と対峙出来る様、平服姿でも稽古に参加しても良いとされている。現代の生活状況に合わせてＴシャツとジーンズ姿・あるいはスーツ姿等、道着を着用しない服装での稽古が容認されており、実際に立木打ちの際ではその姿で稽古する修行者も多い（公式な演武では和服での正装もしくは道着を着用している）。また『剣を握れば礼を交わさず』と言われ、木刀を握っている者や稽古中の者に対しての欠礼も許されている。
単純な内容に思われがちだが、一般に思われているより複雑に体系化されており、技の数も多く習得は容易ではない。そのため、下級武士は示現流より比較的単純な小示現流、太刀流や薬丸自顕流の方を学ぶ傾向があったという。ただ『教授が上級武士に限られていた』というのは誤解で、示現流の高弟の系譜を記した「示現流聞書喫緊録」には陪臣や足軽の名もあり、藩内に多くの流派があった幕末期には上級武士が学ぶ傾向があった、ということである。
幕末期、新撰組局長・近藤勇をして「薩摩者と勝負する時には初太刀を外せ」と言わしめた。とされるのは、好戦的な下士たちに伝授されていた太刀流、薬丸自顕流などを指している。ここから時代劇などでは示現流と薬丸自顕流を混同して「薩摩のジゲン流は初太刀をかわせば素人同然」という誤ったイメージが流布しているが、実際には前述のように示現流には連続技があり誤解である。風聞通り初太刀に特化した薬丸自顕流なども、野太刀と疾走による高エネルギーの打ち込みは比類なく、初太刀の回避それ自体が相当の手練を除き困難であった。実際、幕末期に薩摩武士と斬り合いをした武士の中には、自分の刀の峰や鍔を頭に食い込ませて絶命した者がいる。
ただし、薩摩藩の剣術は示現流系だけでなく直心影流や浅山一伝流もあり、それらを修行した薩摩藩士もいる。

## 薩摩拵と示現流が関係あるとする説
薩摩藩では、他の地域の刀の拵と異なる「薩摩拵」と呼ばれる独特な拵が用いられることが多かった。薩摩拵の特徴は、多くは柄の長さが一般的なものより長く、返角は独特の形かあるいは無用としているものが多い。また鮫革は用いず、牛革で代用している。
研究家の調所一郎の説では、薩摩拵の中には示現流や薬丸自顕流に適した仕様の形式が存在するという。調所は「上級武士仕様」「示現流仕様」「薬丸自顕流仕様」「折衷仕様」と分類した。ただし、この説だと、現存する2流派のみ流派に適した仕様の拵えが製作され、江戸時代に薩摩で盛んであった太刀流や直心影流に適した仕様の拵えは製作されていないことになる。この点について調所は言及していない。

## 示現流系譜・東郷家系図
```
凡例
 太字は示現流宗家

　　　　　　　　　　　　
瀬戸口重為

　　　　　　　　　　　　　　┣━━━━━━━━━━━┓
　　　　　　　　　　　　
東郷重位
（示現流流祖）　 
東郷重治

　　　　　　　　　　　　　　┣━━━━━━━━━━━━━━━━━━━━━┓
　　　　　　　　　　 　 　 
重方
　                                   和田正貞妻
　　　　　　　　　　　  　　┣━━━━┳━━━━┳━━━━━┓          ┃
　　　　　　　　　　 　 　 
重利
　  酒匂景吉　 武重貞   
重次（善助）
 
種子島時貞
（古示現流）
　　　　　　　　　　　　　　┃
　　　　　　　　　　 　 　 
実満（重治）

　　                        ┣━━━┳━━━━┳━━━┓
　　　　　　　　　　 　 　 
位照
　  
実勝
　
伊集院俊方
  
実賢

　　　　　　　　            ┃
　　　　　　　　　　 　 　 
実昉

　　　　　　　　　　　　　　┣━━━┳━━━┓
　　　　　　　　　　 　 　 
実乙
　川崎良貞　実辰　
　　　　　                  ┣━━━┓
　　　　　　　　　　 　 　 
実位
　  
実守

　　　　　                          ┣━━━┓
　　　　　                         
実明
　　
実政

　　　　　                          ┃
　　　　　                         
重矯
 
　　　　　                          ┃
　　　　　                         
重毅

　　　　　                          ┃
　　　　　                         
重政

　　　　　                          ┃
　　　　　                         
重徳

　　　　　                          ┃
　　　　　                         
重賢
```